# 20 (число)
Вижте пояснителната страница за други значения на 20.
Двайсет (също и двадесет) е естествено число, предхождано от деветнайсет и следвано от двайсет и едно. С арабски цифри се записва 20, с римски – XX, а по гръцката бройна система – Κʹ. Числото 20 е съставено от две цифри от позиционните бройни системи – 2 (две) и 0 (нула).

## Математика
- 20 е четно число.
- 20 е съставно число.
- 20 е сбор от първите четири четни числа (2+4+6+8 = 20).
- 20 е сбор от квадратите на първите две четни числа (2²+4² = 20).
- 20 е четвъртото тетраедрално число, тъй като е сума на първите четири триъгълни числа.
- Многоъгълник с 20 страни (и ъгли) се нарича двадесетоъгълник или икосагон. Правилният двадесетоъгълник има вътрешен ъгъл от 162°.
- Многостен с 20 стени се нарича икосаедър.
- Додекаедърът има 20 върха.
- Осмоъгълникът има 20 диагонала.
- 20 е основа на двайсетичната бройна система.

## Други факти
- Химичният елемент под номер 20 (с 20 протона в ядрото на всеки свой атом) e калций.
- 20 английски шилинга са един фунт стерлинг до децимализацията през 1971 г.
- Телефонният код на Египет е +20.